# Komoróczy Iván
Császári, bicskei és komoróczi Komoróczy Iván (Kántorjánosi, 1869. január 1. — Jármi, 1935. április 5.) magyar jogász, vármegyei alispán, magyar festő. A nagybányai művésztelep első és második nemzedékének barátja, művészetet pártoló egyéniség.

## Életpályája
A nemesi származású császári, bicskei és komoróczi Komoróczy család sarja. Édesapja, császári, bicskei és komoróczi Komoróczy Miklós 1837-1905), főszolgabíró, vármegyei várnagy, édesanyja, újfalui  Ujfalussy Árpádin (1838-1924) volt. A nemesi tradíciók a jogászi, közigazgatási pályára terelték életét, jogot végzett, de már középiskolás korában is szeretett rajzolni, osztálytársai, barátai portréit rajzolgatta nagy örömmel. Éppen Nagybányán volt szolgabíró, amikor oda megérkezett Hollósy Simon, Thorma János, Ferenczy Károly, Iványi-Grünwald Béla, Réti István, hogy megalapítsák ott a magyar Barbizont, sokáig magyar Barbizonnak, majd erdélyi Barbizonnak emlegette a nagybányai művésztelepet a kései utókor.

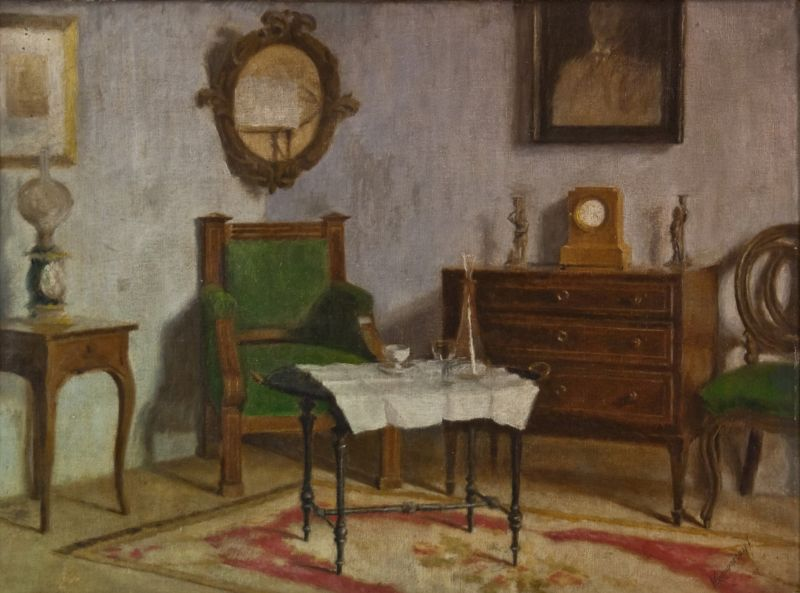
Szobabelső szürke falakkal

Ezen események kapóra jöttek Komoróczynak, aki a maga kedvtelésére szívesen rajzolt, festett. Látogatta Hollósy iskoláját 1901-ben, majd a Szabadiskolát 1902-ben, 1903-ban és 1909-ben. 1901-ben a budapesti Nemzeti Szalonban egy tájképét (Nagybányai híd) állították ki. 1902-ben Nagybányán, az új iskolatermek felavatásakor állított ki egy tájképet, egy csendéletet, s három arcképet. 1910-11-ben és 1911-12-ben a műcsarnoki kiállításokon szerepelt képeivel. Nagybányai barátainak előzetesen mit sem szólt, az őt egyáltalán nem ismerő budapesti független zsűri döntésére bízta magát, hogy neki is meglegyen az a helye a festészetben, amely őt megilleti. Az 1912-es nagybányai jubileumi kiállításon két enteriőrrel vett részt. Komoróczy nem lett soha önálló foglalkozású festő, mindig hivatalt vállalt, hogy eltartsa feleségét és öt gyermekét.
Az első világháborúban önkéntesként harcolt, 45 éves korában vonult be, a háborúban szerzett betegsége miatt hamarosan hazaküldték. A román megszállás Nagybányán érte, expatriált  Magyarországra. A trianoni békediktátum három országba szabdalta birtokát, szerencsére a trianoni határok közé szorított Magyarországra esett a legnagyobb darab. Csonka-Szatmár megyében alispán lett, de az ő szakmai hozzáértését, műveltségét, makulátlan erkölcsiségét itt még kevésbé tudták megbecsülni és értékelni, mint az Osztrák-Magyar Monarchia Szatmár megyéjében. A megyei urak műveletlensége, korruptsága, züllöttsége akadályozta ezt.
Nagy könyvtára, műveltsége, olvasottsága és a művészi alkotó munka jelentett számára megnyugvást. Legjobb barátait ő a nagybányai művésztelepen találta meg, a neósok próbálkozásait sem bírálta, hanem figyelemmel kísérte. Komoróczy műveltsége, szerénysége, erkölcsi tartása révén a nagybányai művésztelepen a vele egykorúak megbecsülését, s a fiatalok tiszteletét váltotta ki.

## Festészete
Az arcképfestés (önarcképfestés, rokonok megfestése, modell után is festett a nagybányaiakkal) maradt az ő fő területe meg az enteriőrők és csendéletek festése, valami nagyon otthonos, „tapintható” festészet, mindezt naturalista stílusban. Tájképet nagyon keveset festett, de még az 1920-as években is beküldött egy tabáni tájrészletet a Szinyei Merse Pál Társaság ifjúsági kiállítására, s nagy örömére szolgált, hogy a zsűri elfogadta, s kiállította. Képet egyáltalán nem adott el, kiállításokra csak a megmérettetés végett ment, Nagybányától elszakadva már ezt sem nem tartotta szükségesnek.

## Köteteiből
- Szatmár vármegye szabályrendeletei és területi beosztása. Nagy-Károly [Nagykároly] : Róth Könyvny., 1898.
- A községi törvény /1886. évi XXII. t.cz./ magyarázata. Szatmárnémeti : Lőwy, 1903.
- A birtokreform. Nagykároly : Petőfi Nyomda, [1919].
- Társadalmi káté. Mátészalka : Szatmár és Bereg Ny., 1923.

## Társasági tagság
- Nagybányai Festők Társasága (NFT)